# Charmois-l'Orgueilleux
Charmois-l'Orgueilleux  é uma comuna francesa na região administrativa de Grande Leste, no departamento de Vosges. Estende-se por uma área de 35,92 quilômetros quadrados. Em 2010 a comuna tinha 600 habitantes (densidade: 16,7 hab./km²).